# M 509
M 509 (ursprünglich als M 109 bezeichnet, 1937 umbenannt in Johann Wittenborg, 1938 in Sundevall und 1940 in M 509) war ein im Ersten Weltkrieg für die Kaiserliche Marine gebautes Minensuchboot, das eine lange Laufbahn mit variablen Aufgaben in der Kaiserlichen Marine, der Reichsmarine, der Kriegsmarine und dem Deutschen Minenräumdienst hatte.

## Bau und Technische Daten
Das Boot vom Typ Minensuchboot 1916 lief am 7. August 1918 auf der Werft Joh. C. Tecklenborg in Geestemünde vom Stapel und wurde am 29. August 1918 als Minensuchboot M 109 in Dienst gestellt. Die Boote dieses Typs waren 59,30 m lang und 7,30 m breit, hatten 2,15 m Tiefgang und verdrängten nach diversen Umbauten maximal 630 t. Sie waren mit zwei 8,8-cm-Geschützen L/30 bewaffnet und konnten bis zu 30 Minen mitführen und legen. Zwei Verbunddampfmaschinen mit dreifacher Dampfdehnung und zusammen bis zu 1840 PS verliehen ihnen eine Höchstgeschwindigkeit von 16,0 Knoten. Die Boote hatten bei 14 Knoten Marschgeschwindigkeit einen Aktionsradius von 2000 Seemeilen.

## Laufbahn
Das Boot musste nach dem Ende des Ersten Weltkriegs nicht an die Siegermächte ausgeliefert werden und diente in der Reichsmarine zunächst im Minensuch- und -räumdienst. Im Zuge der Aufrüstung der Kriegsmarine wurde es umgebaut, am 29. August 1938 dem Sperrversuchskommando (SVK) in Kiel als Versuchsboot zugeteilt und in Johann Wittenborg und am 2. Dezember 1938 in Sundevall umbenannt.
Beim deutschen Angriffskrieg gegen Polen ab 1. September 1939 war die Sundevall, gemeinsam mit den vier anderen Versuchsbooten des Sperrversuchskommandos (Arkona, Nautilus, Otto Braun und Pelikan), Teil der Marinestreitkräfte, die unter Kapitän zur See Friedrich Ruge, dem Führer der Minensuchboote Ost, in der Danziger Bucht Minensuch- und Sicherungsaufgaben durchführten. Am 19. September war das Boot dann – gemeinsam mit den Booten M 3, M 4, Nettelbeck, Fuchs, Otto Braun, Pelikan, Arkona, Nautilus und Drache und dem Linienschiff Schleswig-Holstein – an der Beschießung der polnischen Stellungen bei Gdingen (Oxhöfter Kämpe, Ostrowogrund und Hexengrund) beteiligt, die erst dann von Heeressoldaten erobert werden konnten.
Am 1. Oktober 1940 wurde das alte Boot in M 509 umbenannt. Am 15. Juli 1941 wurde es in der Kieler Bucht durch eine von Flugzeugen der britischen RAF abgeworfene Mine beschädigt, aber wieder repariert. Im März 1945 wurde es mit den anderen verbliebenen Schwesterbooten zur neuformierten 40. Minensuchflottille in Skagen zusammengefasst, die im Skagerrak und Kattegat Geleit- und Sicherungsdienst durchführte.
Nach Kriegsende wurde die Flottille bis Oktober 1946 der für die dänischen Gewässer zuständigen 3. Minenräumdivision des Deutschen Minenräumdienstes unterstellt. Mit Beendigung dieser Aufgabe wurde das Boot am 25. Oktober 1946 als US-amerikanische Kriegsbeute dem Office of Military Government for Germany (OMGUS) übergeben. Nach mehreren Jahren Nutzung als Hulk wurde es im August 1950 abgebrochen.